# Czernice Borowe (village)
Pour les articles homonymes, voir Czernice Borowe.
Czernice Borowe (prononciation : [t͡ʂɛrˈnit͡sɛ bɔˈrɔvɛ]) est un village polonais de la gmina de Czernice Borowe dans le powiat de Przasnysz de la voïvodie de Mazovie dans le centre-est de la Pologne.
Le village est le siège administratif (chef-lieu) de la gmina appelée gmina de Czernice Borowe.
Il se situe à environ 12 kilomètres à l'ouest de Przasnysz (siège du powiat) et à 93 kilomètres au nord de Varsovie (capitale de la Pologne).
Le village compte approximativement une population de 480 habitants en 2006.

## Histoire
De 1975 à 1998, le village appartenait administrativement à la voïvodie de Ciechanów.